# André Fontainas
Pour les articles homonymes, voir Fontainas.
André Fontainas, né le 5 février 1865 à Bruxelles et mort le 8 décembre 1948 à Paris, est un poète et un critique français, belge de naissance.

## Biographie

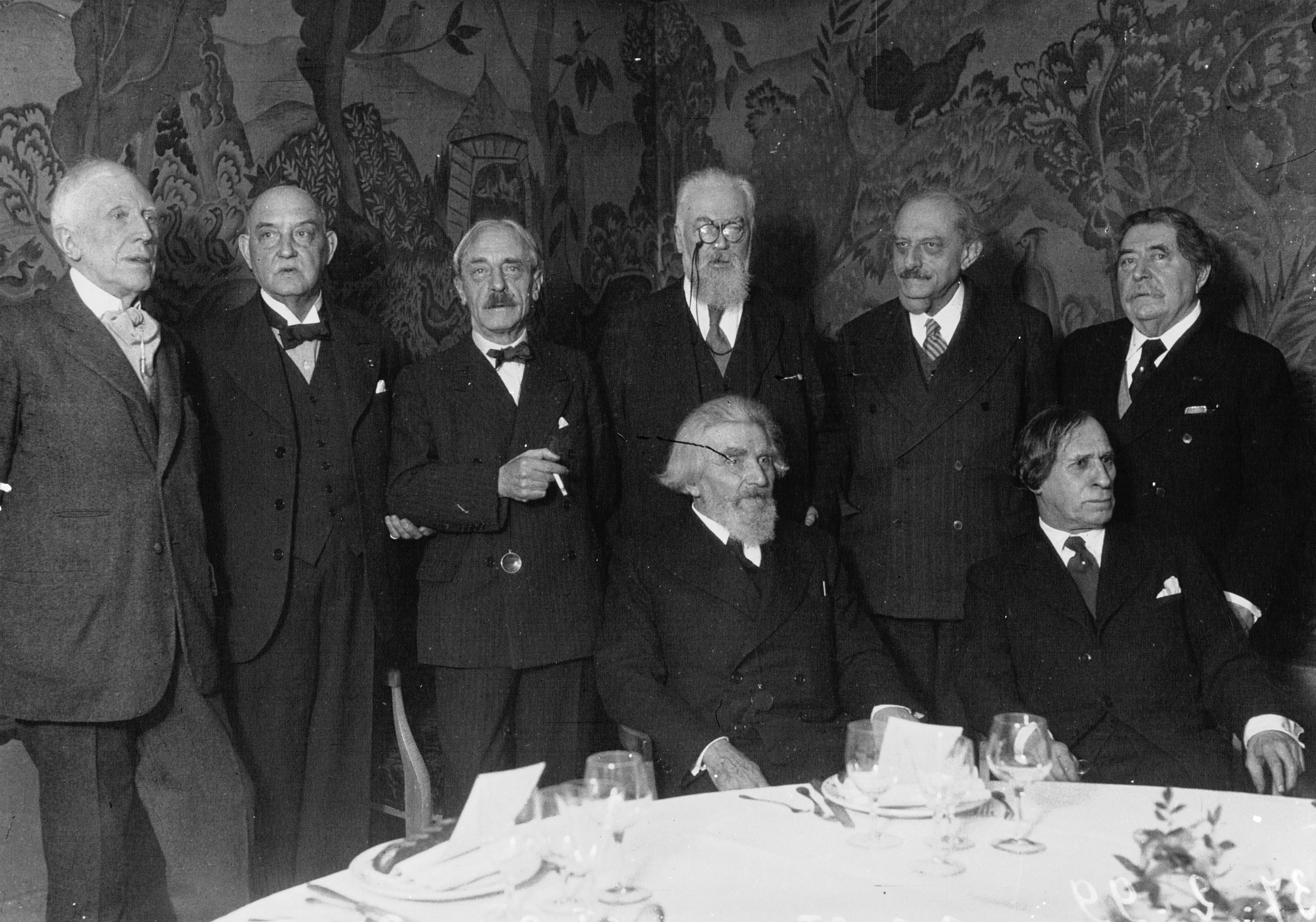
Posant avec d'autres fondateurs de l’Académie Mallarmé, à l’époque de la fondation de celle-ci en 1937. De gauche à droite, debout : Édouard Dujardin, Francis Vielé-Griffin, Paul Valéry, André-Ferdinand Hérold, André Fontainas, Jean Ajalbert. Assis : Saint-Pol-Roux, Paul Fort.

Petit-fils d’André-Napoléon Fontainas et fils de Charles Fontainas, avocat près la Cour de Bruxelles, André doit en 1877 suivre son père qui s'installe à Paris pour raisons professionnelles ; il entre alors au lycée Fontanes qui deviendra plus tard le lycée Condorcet, où il a comme condisciples Rodolphe Darzens, René Ghil, André-Ferdinand Hérold, Stuart Merrill, Éphraïm Mikhaël, et comme professeur d’anglais, Stéphane Mallarmé.
Après des débuts poétiques à Bruxelles, Fontainas revient s'installer en 1889 à Paris et entre comme critique au Mercure de France : il y servira de lien entre les poètes belges symbolistes et français et y conservera la rubrique poésie jusqu'à sa mort.
De 1892 à 1922, il est receveur d'octroi pour la Ville de Paris, un emploi alimentaire qui lui permet d'écrire en toute tranquillité.
En 1937, il est membre fondateur de l'Académie Mallarmé.

## Œuvre
Poésie
- Le sang des fleurs, Bruxelles, Imprimerie Veuve Monnom, 1889
- Les Vergers illusoires, Librairie de l'art indépendant, 1892
- Nuits d’Épiphanie 1894
- Les Estuaires d'ombre, 1896
- Crépuscules, 1897
- L'Eau du Fleuve, 1897
- Le Jardin des îles claires : poèmes, Mercure de France, 1901
- La nef désemparée : poèmes, Société du Mercure de France, 1908
- L'Allée des glaïeuls : cinq odes et un sonnet dédiés à Paul Valéry, Librairie de France, 1921
- La Halte sous les hêtres : poèmes, Les Éditions nationales, 1934, prix René-Bardet de l'Académie française en 1935
- Divertissement (un portrait d'André Fontainas et deux dessins en hors-texte par Pino della Selva), Éditions littéraires de France, 1945
- L’œuvre d'André Fontainas, Marguerite Bervoets (s/d), Palais des Académies, 1949
- Choix de poèmes, Mercure de France, 1950

Roman
- L'ornement de la solitude, Société du Mercure de France, 1899

Souvenirs
- Mes souvenirs du symbolisme, La Nouvelle revue critique, 1928. PDF à télécharger sur leautaud.com ;
- Confession d'un poète, Mercure de France, 1936

Essais
- Histoire de la peinture française au XIXe siècle  (1801-1900), Société du Mercure de France, 1906
- Frans Hals, H. Laurens, 1908
- La vie d'Edgar A. Poe, Mercure de France, 1919
- Sur l'art de traduire les poètes, 1920
- Courbet, Félix Alcan, 1921
- La peinture de Daumier, G. Crès et cie, 1923
- Constantin Meunier, F. Alcan, 1923
- Rops, F. Alcan, 1925
- Bonnard, Librairie de France, 1928
- Bourdelle, Rieder, 1930
- Dans la lignée de Baudelaire, La Nouvelle revue critique, 1930
- Tableau de la poésie française d'aujourd'hui, La Nouvelle revue critique, 1931
- Verlaine-Rimbaud : ce qu'on présume de leurs relations, ce qu'on en sait, Librairie de France, 1931
- L'Antisémitisme : son histoire et ses causes, J. Crès, 1934
- Pino della Selva, éditions de la Galerie Chanth, Paris, 1935.

Traductions
- De l'assassinat considéré comme un des beaux-arts, de Thomas de Quincey, Paris, Mercure de France, 1901
- L'Inspiré des nymphes, poème de Swinburne, 1937

### Sources
1. ↑  « https://archives.yvelines.fr/rechercher/archives-en-ligne/correspondances-du-musee-departemental-maurice-denis/correspondances-du-musee-maurice-denis », sous le nom FONTAINAS André (consulté le 12 février 2022)